# Maud Catry
Pour les articles homonymes, voir Catry.
Maud Catry est une joueuse belge de volley-ball née le 4 septembre 1990 à Courtrai (Flandre-Occidentale). Elle mesure 1,89 m et joue au poste de centrale. Elle totalise 11 sélections en équipe de Belgique.

## Clubs
| Club              | De        | À         |
| ----------------- | --------- | --------- |
| GIKS Mode Waregem | 2006-2007 | 2007-2008 |
| VDK Gent Dames    | 2008-2009 | 2013-2014 |
| Stade Français    | 2014-2015 | 2016-2017 |
| Richa Michelbeke  | 2017-2018 | 2017-2018 |
| VDK Gent Dames    | 2018-2019 | …         |

## Palmarès

### Clubs
- Championnat de Belgique (1)
  - Vainqueur : 2013
  - Finaliste : 2010, 2011, 2012
- Coupe de Belgique (1)
  - Vainqueur : 2009
  - Finaliste : 2011
- Supercoupe de Belgique (3)
  - Vainqueur : 2009, 2011, 2013

### Distinctions individuelles
- Meilleure contreuse du Championnat du monde des moins de 18 ans 2007[2].